# あ・い・う・え・お・ん・ど
『あ・い・う・え・お・ん・ど』は、1977年に発表された日本の童謡である。
作詞は結城忍、作曲はサトウ進一、歌手は当時小学校5年生だった、現エレファントカシマシの宮本浩次。レコードのB面は藤本房子『ガチャガチャバンド』。

## 解説
「あいうえオムレツ、タマゴマン、かきくけコロッケ、ジャガイモン…」と歌い出し、1番では勉強をしているふりをしながら漫画を描き、2番では学習塾に通い、3番では王貞治を目標にしながら三振し、4番では「ちびっ子仲間は及びじゃない」と締めくくっている。1970年代後半の小学生男子の生活ぶりを題材にしている。宮本は基本的にソロだが、本曲では他の子供がお囃子に登場している。

レコードの発売元は、クラウンミュージック。同社によれば、発売当時需要がなかったためにすぐに廃盤し、「CD化するつもりがあったのなら、1980年代の内にしていた」という。
現在、ロック歌手として活躍中の宮本自身も、本曲を口にすることはない。